# Volker Kauder
Volker Kauder, né le 3 septembre 1949 à Hoffenheim, est un homme politique allemand, membre de l'Union chrétienne-démocrate d'Allemagne (CDU), qui préside de 2005 à 2018 le groupe CDU/CSU au Bundestag.

## Éléments personnels

### Formation et carrière
Après avoir passé son Abitur à Singen en 1969, il accomplit son service militaire dans la Bundeswehr. En 1971, il entre à l'université Albert Ludwig de Fribourg afin d'y étudier le droit. Il obtient son premier diplôme juridique d'État en 1975 et reçoit le second deux ans plus tard.
Il intègre la fonction publique du Land de Bade-Wurtemberg en 1978. Deux ans plus tard, il devient sous-préfet et adjoint pour les affaires sociales auprès du préfet de l'arrondissement de Tuttlingen jusqu'en 1990.

### Vie privée
En tant qu'Allemands, ses parents sont expulsés de Yougoslavie à l'issue de la Seconde Guerre mondiale. Avec son frère Siegfried, qui deviendra également député fédéral, il grandit à Singen, où son père est élu municipal local et directeur d'un établissement d'enseignement secondaire. Il se marie en 1976 avec Elisabeth Biechele, dont le père, Hermann Biechele a été membre du Bundestag.

#### Religion
Volker Kauder est confirmé dans l'Église évangélique de Bade. 
Il a rencontré Benoît XVI en 2009. Le 4 juin 2014, le pape François le décore de l'Ordre de Saint-Grégoire-le-Grand en récompense de son engagement en faveur des chrétiens persécutés.

## Carrière politique

### Au sein de la CDU
Il adhère à la Junge Union (JU), mouvement de jeunesse de la CDU, en 1966, à l'âge de 17 ans, et en reste membre jusqu'en 1984. Il en préside la section dans l'arrondissement de Constance entre 1969 et 1973.
Porte-parole de la CDU de Bade du Sud de 1975 à 1991, il préside la section de l'arrondissement de Tuttlingen entre 1985 et 1999. En 1991, il devient secrétaire général de la fédération CDU dans le Bade-Wurtemberg et occupe ce poste jusqu'à la démission du président régional, Erwin Teufel, quatorze ans plus tard. À la suite de la démission du secrétaire général fédéral, Laurenz Meyer, le 22 décembre 2004, Volker Kauder est choisi par Angela Merkel, présidente fédérale du parti dont il est  présenté comme « le bras droit », pour le remplacer à partir du 25 janvier 2005.
Il est confirmé à ce poste le 28 août lors du congrès de Dortmund avec 97,7 % des suffrages. Il démissionne cependant le 21 novembre, après avoir pris la tête du groupe parlementaire chrétien-démocrate au Bundestag. Il est remplacé par Ronald Pofalla.
C'est en tant que chef de la CDU au Bundestag que, fin 2011, il lance sa fameuse phrase vantant la puissance de l'Allemagne « désormais l'Europe parle allemand »,, phrase qui lui a valu une ovation de l'assemblée.
En septembre 2018, soutenu par Angela Merkel et Horst Seehofer, les présidents de la CDU et de la CSU, il est toutefois battu par Ralph Brinkhaus lors de l'élection à la présidence du groupe CDU/CSU au Bundestag (125 voix contre 112 au deuxième tour).

### Député fédéral
Il est élu pour la première fois député du Bade-Wurtemberg au Bundestag, dans la circonscription de Rottweil – Tuttlingen, lors des élections de 1990. Il est désigné en 2002 pour le poste de premier coordinateur du groupe de la CDU/CSU, puis choisi le 21 novembre 2005 comme président du groupe en remplacement d'Angela Merkel, devenue chancelière fédérale. Il recueille alors 93,3 % des voix. Les députés chrétien-démocrates le confirment le 26 septembre 2006 avec plus de 92 % des suffrages.

### Déclarations et prises de position
Kauder s'oppose au mariage homosexuel et bloque les initiatives contre la corruption des députés  et la publicité pour le tabac,,.

## Décorations
- Grand-croix du Mérite avec étoile (Allemagne) le 11 avril 2022[9].